# Buskerud

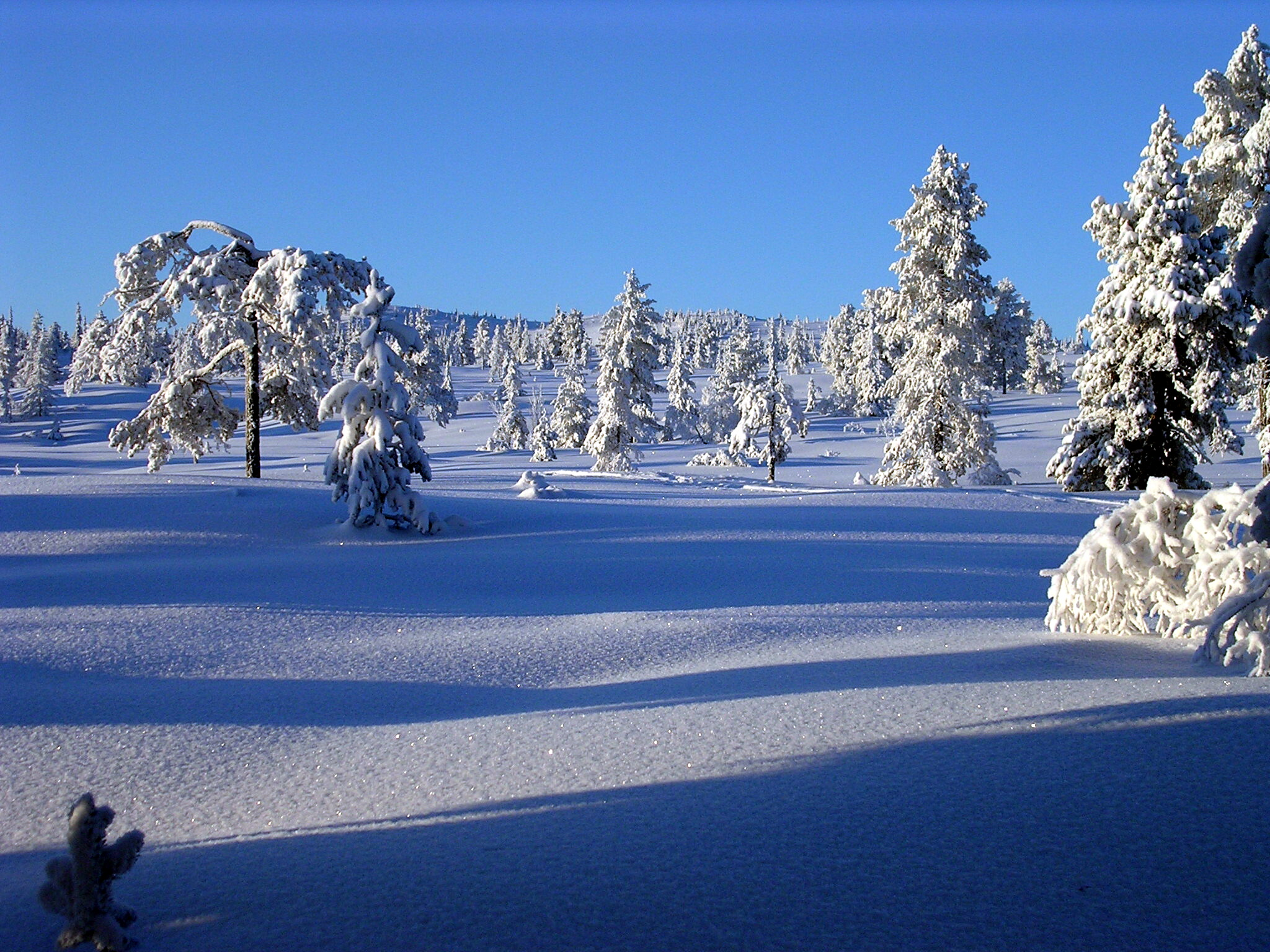
Mùa đông ở Buskerud. (Blefjell, Na Uy)

|}
Buskerudⓘ là một hạt ở Na Uy, giáp Akershus, Oslo, Oppland, Sogn og Fjordane, Hordaland, Telemark, và Vestfold. Trụ sở hành chính hạt ở Drammen.

Bản mẫu:TOCnestright

## Địa lý
Buskerud trải dài từ Hurum tại Oslofjord đến dãy núi Halling và Hardanger. Hạt này được chia thành các quận truyền thống. Các quận là Eiker, Ringerike, Numedal và Hallingdal. Hønefoss là thủ phủ quận Ringerike. Phía tây là cao nguyên với các thung lũng rừng, các đồng cỏ, phía đông là lòng chảo thấp với hồ và suối. Tyrifjorden và Krøderen là các hồ lớn nhất. Numedalslågen, sông dài thứ 3 ở Na Uy, bắt nguồn từ Hordaland, chảy qua Buskerud vào Vestfold và đổ vào biển, còn sông Begna chảy vào hồ Sperillen.

## Lịch sử
Khu vực Ringerike có thể từng là một vương quốc nhỉ. Vào thế kỷ 10, các vua Na Uy Olav Trygvason và Olav Haraldsson đã lớn lên ở Bønsnes và Ringerike. Ở thung lũng Numedal, bạc đã được khai thác ở Kongsberg từ thế kỷ 17 nhưng đã ngưng năm 1957. Ngành vũ khí đã phát triển ở Kongsberg từ năm 1814, nhiều công ty công nghệ cao hiện là nhà sử dụng lao động chính của thị xã.

## Các đô thị
Buskerud được chia thành 21 đô thị:
| 1. Ål 2. Drammen 3. Flesberg 4. Flå 5. Gol 6. Hemsedal 7. Hol 8. Hole 9. Hurum 10. Kongsberg 11. Krødsherad | 1. Lier 2. Modum 3. Nedre Eiker 4. Nes 5. Nore og Uvdal 6. Øvre Eiker 7. Ringerike 8. Rollag 9. Røyken 10. Sigdal |